# Indomegoura regiosetaca
Indomegoura regiosetaca är en insektsart. Indomegoura regiosetaca ingår i släktet Indomegoura och familjen långrörsbladlöss. Inga underarter finns listade i Catalogue of Life.